# FLiP
FLiP war eine deutsche Magazinsendung aus dem Jahr 2016, die auf Nicknight ausgestrahlt und anschließend auf YouTube veröffentlicht wurde. Sie behandelte Mode- und Lebensstil-Themen und richtete sich vor allem an die Generation Y.

## Produktion

### Entstehung
Die eine Staffel umfassende Sendung wurde von Viacom in Auftrag gegeben. Es war die erste Eigenproduktion der inzwischen eingestellten Abendschiene Nicknight des Kindersenders Nickelodeon. Als Produktionsunternehmen wurde Endemol Beyond beauftragt, für das Sounddesign zeichnet Nikolai von Sallwitz, für die Grafiken Jorinna Studio verantwortlich. FLiP verstand sich als deutschsprachiger Ableger des ICON-Netzwerks der Internetpersönlichkeit Michelle Phan. Als Werbepartner konnte die Onlineplattform Asos gewonnen werden.

### Moderatoren und Gäste
Als Moderatorinnen agierten mehrere Webvideoproduzenten. Darunter Melissa Lee (breedingunicorns), Melanie Kieback (vanellimelli) oder Ella. In einigen Folgen waren Gaststars eingeladen. Dies waren u. a. Malwanne oder Evil Jared Hasselhoff.

## Erstausstrahlung

Logo der ehemaligen Nickelodeon-Abendschiene Nicknight, in der die deutsche Erstausstrahlung erfolgte

Beginnend ab dem 19. Februar 2016 startete Nicknight mit der Ausstrahlung der 29 produzierten Episoden, anfangs jeweils Freitags um 22:25 Uhr. Jede Episode wurde zwei Tage nach Ausstrahlung vollständig auf YouTube hochgeladen. Zusätzlich wurden auf dem YouTube-Kanal kurze Spezials, Trailer und Ankündigungen veröffentlicht. Ab dem 6. August 2016 setzte man die Erstausstrahlung am Samstag gegen 21:55 Uhr fort. Während in der letzten Episode, die am 3. September 2016 ausgestrahlt wurde, noch von einer Pause die Rede war, fand die Sendung im linearen Fernsehen schlussendlich keine Fortsetzung.

### Episodenliste
| Nr. (ges.) | Nr. (St.) | Originaltitel                          | Erstausstrahlung D |
| --- | --------- | -------------------------------------- | ------------------ |
| 1 | 1         | Grunge Retro                           | 19. Feb. 2016      |
| In der Episode Grunge Retro wird erklärt, was Grunge überhaupt ist. Es werden aus alten Jeansjacken und Kassetten Accessoires gebastelt und ein einfaches Workout für zuhause gezeigt. |           |                                        |                    |
| 2 | 2         | Candy-Look                             | 26. Feb. 2016      |
| In der Episode Candy-Look werden Accessoires in Form von Süßigkeiten bzw. ähnlichen Farben vorgestellt. Es wird ein Süßigkeiten-Baukasten vorgestellt und Anhänger gebastelt. |           |                                        |                    |
| 3 | 3         | Party                                  | 4. März 2016       |
| In der Episode Party wird der Studio 45 Look vorgestellt. Es wird gezeigt wie man Selfies, Handtaschen und die Achseln aufwertet. |           |                                        |                    |
| 4 | 4         | Latzhose                               | 11. März 2016      |
| In der Episode Latzhose wird über den Latzhosen Look gesprochen. Es wird eine Barbie-Torte gebacken, Badebomben gebaut und Ordnerrücken verschönert. Weiter wird ein Taillentraining gezeigt und ein Detox-Wasser selber gemacht.                                                                         |           |                                        |                    |
| 5 | 5         | All White Everything                   | 18. März 2016      |
| Zentrales Thema ist Mode in der Farbe Weiß. Gaststar: Malwanne. |           |                                        |                    |
| 6 | 6         | Superhero                              | 25. März 2016      |
| Neben Schmink- und Frisiertips wurden Superheldenkostüme vorgestellt und gesunde Smoothies gemacht. |           |                                        |                    |
| 7 | 7         | Back to School                         | 1. Apr. 2016       |
| Gezeigt wurde Mode, die geeignet ist für Schule bzw. Uni. |           |                                        |                    |
| 8 | 8         | Entscheidungen                         | 8. Apr. 2016       |
| Thema der Folge war Stress. Gezeigt wurden Übungen und Tipps diesen zu erkennen und abzubauen. |           |                                        |                    |
| 9 | 9         | Dschungel                              | 15. Apr. 2016      |
| Gezeigt wurde Mode im Dschungelprint, Entspannungsübungen, Nageldesign und Basteltipps. |           |                                        |                    |
| 10 | 10        | Princess For One Day                   | 22. Apr. 2016      |
| Sandalen über Krönchen bis Zepter, alles in Glitzer. |           |                                        |                    |
| 11 | 11        | Pastell                                | 29. Apr. 2016      |
| In der Folge dreht sich alles um die Trendfarbe Pastell. |           |                                        |                    |
| 12 | 12        | Cold Shoulder                          | 6. Mai 2016        |
| 13 | 13        | Es wird Romantisch!                    | 13. Mai 2016       |
| 14 | 14        | Boho                                   | 20. Mai 2016       |
| 15 | 15        | AMERIKA                                | 27. Mai 2016       |
| 16 | 16        | Schuhe, Schuhe, Schuhe                 | 3. Juni 2016       |
| 17 | 17        | Endlich Sommer                         | 10. Juni 2016      |
| 18 | 18        | Wild Wild West                         | 17. Juni 2016      |
| 19 | 19        | Hippie                                 | 24. Juni 2016      |
| 20 | 20        | Flip liebt Streifen                    | 1. Juli 2016       |
| 21 | 21        | Travel Europe                          | 8. Juli 2016       |
| 22 | 22        | Galaxy                                 | 15. Juli 2016      |
| In der Episode Galaxy wird das Thema Science-Fiction-Film behandelt. Die Filme Star Trek Beyond und Independence Day: Wiederkehr waren grade im Kino aktuell. |           |                                        |                    |
| 23 | 23        | Sommerferien                           | 22. Juli 2016      |
| In der Episode Sommerferien wird u. a. Schmuck aus Fimo geknetet oder ein Windspiel-Licht aus Schnur und Luftballon gebastelt. Modisch gibt es ein Behind-the-scences von der Modenschau von Sweet Tooth Collection.                                                                                      |           |                                        |                    |
| 24 | 24        | Ghostbusters Special                   | 29. Juli 2016      |
| Die Episode Ghostbusters Special wurde inspiriert durch die Neuverfilmung von Ghostbusters. Geister, Pranks und Modetipps. |           |                                        |                    |
| 25 | 25        | Upcycling & Deconstruction             | 6. Aug. 2016       |
| In der Episode Upcycling & Deconstruction geht es um den Deconstruction Look, welchen viele Stars zeigten. Als Upcycling-Projekt wird ein Jutebeutel mit alten Plastiktüten aufpimpt. |           |                                        |                    |
| 26 | 26        | RIHANNA Special                        | 6. Aug. 2016       |
| In der Episode RIHANNA Special geht es um Modetrends, die von Rihanna gesetzt wurden. |           |                                        |                    |
| 27 | 27        | Granny                                 | 13. Aug. 2016      |
| In der Episode Granny werden immer noch aktuelle Modestyles aus Großmutterns Zeiten behandelt. Es werden die Backrezepte und Back Hacks vorgestellt. Als Bastelprojekt wird aus Wolle ein Pom-Pom-Teppich und aus Omas Einmachglas eine Lampe gebastelt.                                                  |           |                                        |                    |
| 28 | 28        | Herbst Trend                           | 27. Aug. 2016      |
| In der Episode Herbst Trend werden Trends für den kommenden Herbst vorgestellt. Es wird gezeigt wie man sich eine sweeten Katzen-Overknees-Strumpfhose selber machen kann. |           |                                        |                    |
| 29 | 29        | Nie wieder Flip??? Alles ist vorbei??? | 3. Sep. 2016       |
| Am Anfang wird bekannt gegeben, dass diese Episode für 2016 die Letzte ist. Man hofft sich 2017 wiederzusehen. In der Episode Nie wieder Flip??? Alles ist vorbei??? geht es um die Herbst & Winter Trends 2016 und den Look der 90er. Gebastelt wird eigener Pokémon Schmuck. Gaststar: Jared Hasselhoff |           |                                        |                    |